# Microrégion Campanha centrale
Cet article possède un paronyme, voir Campanha.
La microrégion Campanha Centrale est une des microrégions du Rio Grande do Sul appartenant à la mésorégion du Sud-Ouest du Rio Grande do Sul. Elle est formée par l'association de quatre municipalités. Elle recouvre une aire de 17 295,821 km2 pour une population de 203 335 habitants (IBGE - 2005). Sa densité est de 11,8 hab./km2. Son IDH est de 0,780 (PNUD/2000). Elle est limitrophe de l'Uruguay, par ses départements de Rivera et Artigas.

## Municipalités[1]
- Rosário do Sul
- Santa Margarida do Sul
- Santana do Livramento
- São Gabriel

## Microrégions limitrophes
- Campanha occidentale
- Campanha méridionale
- Santa Maria